# Svizzera del nord-ovest
La Svizzera del nord-ovest (in tedesco Nordwestschweiz, in francese Suisse du Nord-Ouest) è una delle 7 grandi regioni statistiche della Svizzera.

## Territorio
Il territorio della Svizzera del nord-ovest corrisponde ai cantoni Basilea Città, Basilea Campagna e Argovia.